# Bradshaw Mountains
Die Bradshaw Mountains (Yavapai: Wi:kañacha, „raue, schwarze Felsenkette“) sind eine Gebirgskette im Zentrum Arizonas in den Vereinigten Staaten. Sie sind benannt nach den Brüdern Isaac und William D. Bradshaw und waren zuvor im Englischen als Silver Mountain Range bekannt.

## Geschichte
Die ersten bekannten Siedlungen in den Bergen waren von einer Gruppe aus der Hohokam-Kultur, oder einer Gruppe von Yavapai, den Kwevkapaya bewohnt, welche um 1100 bis 1600 n. Chr. Festungen bauten und Kupfer abbauten. In den 1860er Jahren lebten etwa 2000 Yavapai in den Bergen. Nach zehnjährigen Auseinandersetzungen zwischen Yavapai und der Regierung lebten nach der Kapitulation der Indianer 1873 nur noch etwa 500 Ureinwohner in der Berggruppe. William Bradshaw war der Erste, der 1863 mit einer Gruppe Männer Gold und Silber, ohne von den Indianern bemerkt zu werden, in den Bergen fand. Eine Gruppe um Joseph R. Walker fand ebenfalls Gold und innerhalb weniger Jahre füllten sich die Bradshaws mit Siedlern, die nach Gold, Silber und Kupfer suchten. Zu Beginn des 20. Jahrhunderts waren die meisten der entstandenen Städte kaum mehr als Geisterstädte.

## Geographie

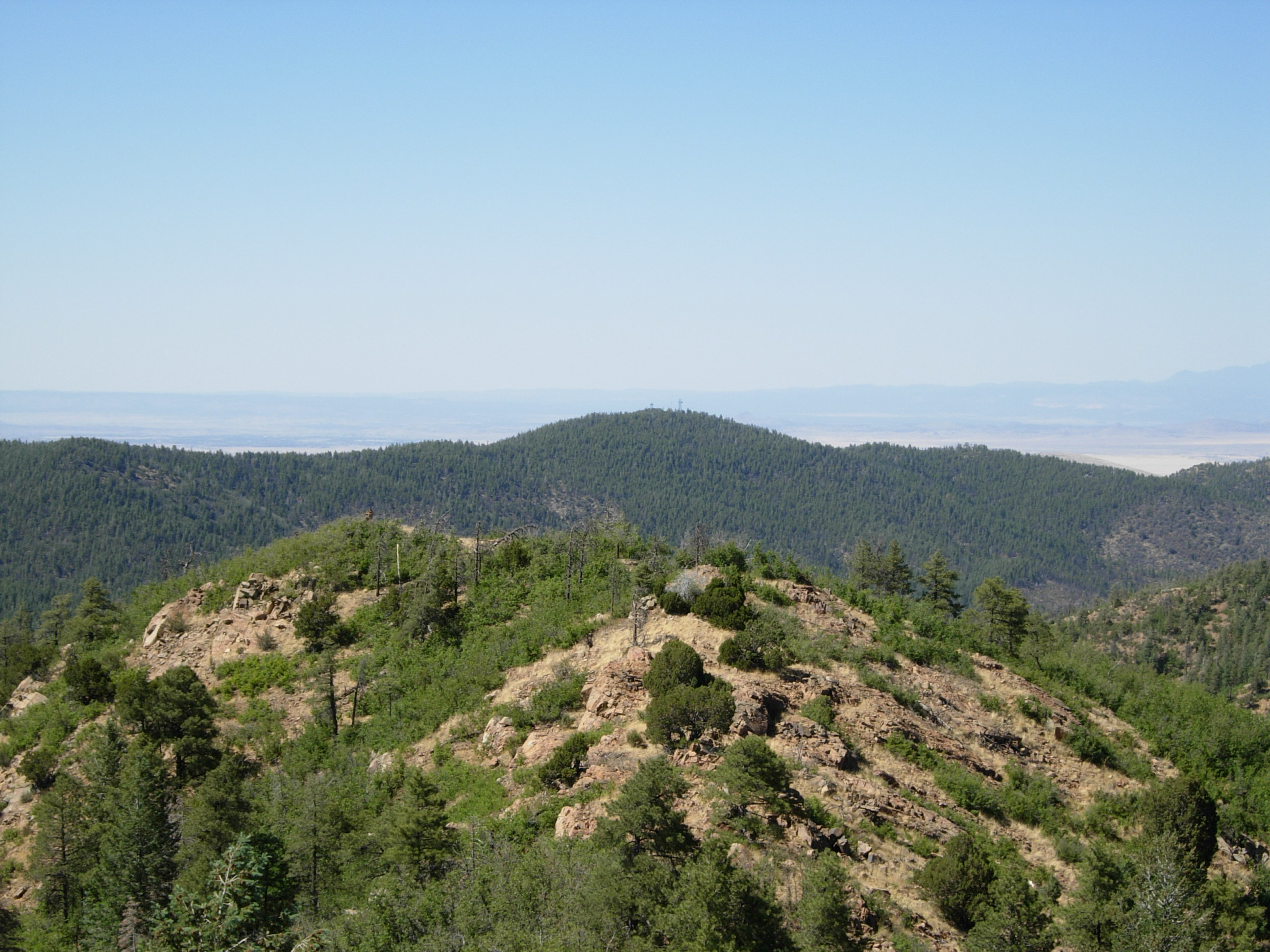
Spruce Mountain hinter dem Mount Davis, vom Gipfel des Mount Union gesehen

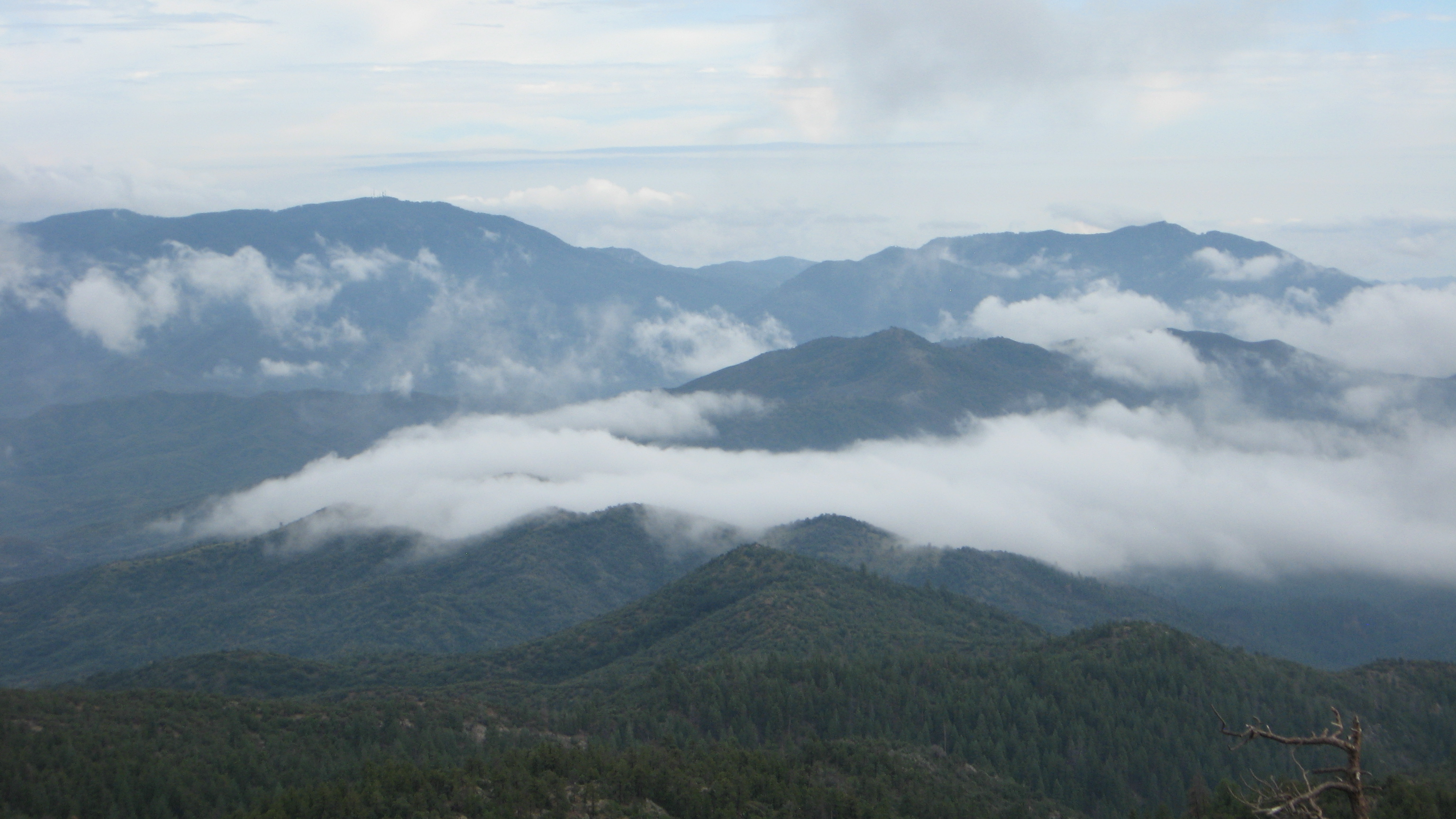
Blick nach Süden vom Gipfel des Mount Union, dem höchsten Gipfel der Bradshaw Mountains.

Das Gebiet liegt etwa 8 km südlich von Prescott, zwischen dem Agua Fria River im Osten und dem Hassayampa River im Westen und ist 64 km lang und 40 km breit.

### Wichtige Gipfel
- Mount Union, benannt während des Bürgerkriegs, mit 2432 m (7979 Fuß) der höchste Berg.
- Mount Davis – zweithöchster Berg mit 2407 m (7897 Fuß), benannt nach Jefferson Davis.
- Spruce Mountain – 2346 m (7696 Fuß)
- Mount Tritle – 2375 m (7793 Fuß), benannt nach Frederick Augustus Tritle.
- Towers Mountain – 2325 m (7628 Fuß).
- Maverick Mountain – 2269 m (7443 Fuß).
- Mount Wasson – 1429 m (4687 Fuß).

## Geologie
Die Bradshaw Mountains bestehen hauptsächlich aus frühzeitlichen Granit, Gneis und Glimmerschiefer.

## Ökologie
Die Flora der Bradshaws reicht von Chaparral und montanem Nadelwald über Ebenen und Wüstengrasland bis hin zu Strauchland in der Sonora-Wüste. Viele Baumarten sind in den Bergen zu finden, darunter Pinyon-Kiefern, Alligator-Wacholder, Gelb-Kiefern, Stech-Fichten, Amerikanische Zitterpappeln, Kolorado-Tannen und Douglasien. Außerdem sind viele Wildtiere vorhanden, wie Nabelschweine, Berglöwen, Rotluchse, Schwarzbären, Maultierhirsche, Stachelschweine, Füchse, Stinktiere, Felsenziesel, Wildtruthähne sowie viele Reptilien-,Amphibien- und Vogelarten.
Verschiedene Bäche wurden aufgestaut, wodurch Stauseen wie der Lynx Lake, der Goldwater Lake, der Lake Marapai, der Hassayampa Lake, der Horsethief Lake und Cedar Tank entstanden sind.

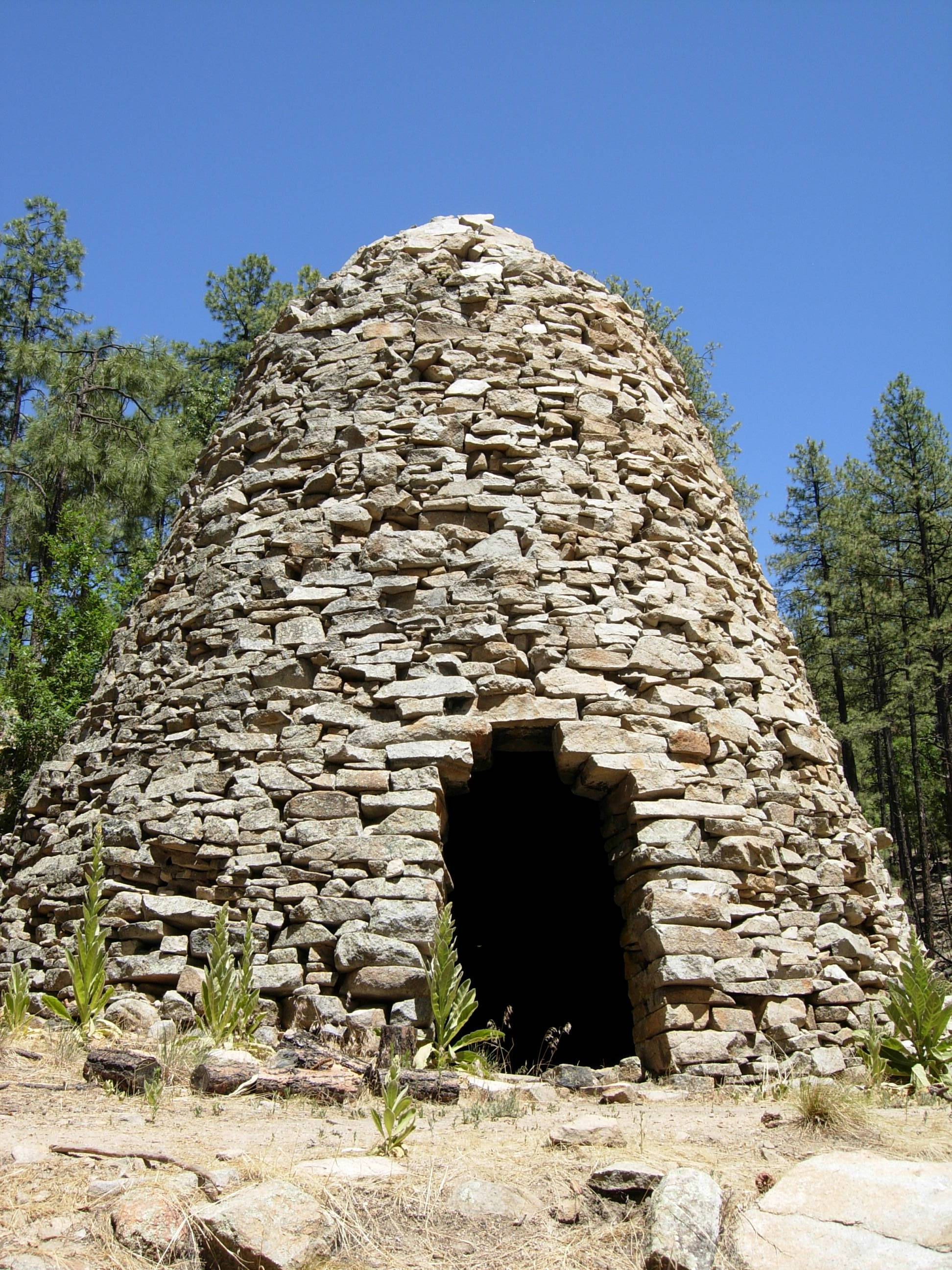
Ein verlassener Holzkohleofen in der Nähe von Walker.